# Konstantinos Karetsas
Konstantinos Karetsas (Genk, 19 november 2007) is een Belgisch-Grieks voetballer die onder contract staat bij KRC Genk. Hij speelt op de positie van aanvallende middenvelder. Karetsas debuteerde in 2025 in het Grieks voetbalelftal.

## Clubcarrière
Als kind van ouders van Griekse afkomst werd Karetsas geboren in het Belgische Genk. Hij groeide er op in de wijk Oud-Waterschei, gelegen op een boogscheut van het stadion van profclub KRC Genk. Hij begon te voetballen bij het lokale As VV waar zijn talent al snel opgemerkt werd door KRC Genk. In 2015 sloot Karetsas zich er aan bij de jeugdopleiding van de club. Karetsas ruilde in 2020 de jeugdopleiding van Genk voor die van RSC Anderlecht. In januari 2023 keerde hij terug naar Genk en tekende er op 15-jarige leeftijd zijn eerste profcontract, ondanks de interesse van AFC Ajax en Manchester City. Op 13 augustus 2023 maakte hij zijn officiële debuut bij Jong Genk, het beloftenelftal van Genk in Eerste klasse B: op de openingsspeeldag werd hij door coach Jelle Coen in de basis gedropt tegen SK Beveren. Karetsas was in deze wedstrijd meteen goed voor een assist bij de openingsgoal van Kelvin John. Bij dit doelpunt bleef het ook, waardoor Jong Genk de wedstrijd met 1-0 won. Op 1 september 2023 werd hij op 15-jarige leeftijd de jongste doelpuntenmaker ooit in de tweede klasse.
Na enkele sterke maanden bij Jong Genk werd Karetsas in februari 2024 samen met ploeggenoot Noah Adedeji-Sternberg doorgeschoven naar de A-kern van Genk. Op 4 mei 2024 mocht hij officieel debuteren in de competitiewedstrijd tegen Cercle Brugge. In de 88ste minuut viel Karetsas in voor Bilal El Khannous. Twee weken later liet interim-hoofdcoach Domenico Olivieri hem voor het eerst starten voor de competitiewedstrijd tegen Royal Antwerp FC. In de 28ste minuut was hij meteen goed voor de assist van het openingsdoelpunt gescoord door Andi Zeqiri. Dit ene doelpunt zou Genk uiteindelijk de 1-0 winst bezorgen. Op 22 december scoorde Karetsas zijn eerste goal in de Belgische hoogste klasse. Hij maakte de tweede goal tegen RSC Anderlecht (eindresultaat: 2-0). RC Genk won haar negende opeenvolgende thuiswedstrijd, een record voor de Limburgse club.

## Interlandcarrière
Karetsas werd geboren in België als kind van ouders met Griekse roots. Karetsas doorliep de nationale jeugdelftallen van het Belgisch voetbalelftal tot en met de U21.
Karetsas maakte in het voorjaar van 2025 zelf via social media bekend dat hij uit zou gaan komen voor het Grieks voetbalelftal. In maart 2025 gaf de FIFA goedkeuring aan Karetsas om voor Griekenland uit te mogen komen. Hij maakte zijn interlanddebuut als invaller tegen Schotland op 20 maart 2025. Een week later in de return volgde zijn basisdebuut en wist de middenvelder ook gelijk zijn eerste interlandtreffer te maken.

## Clubstatistieken
| Seizoen         | Club            | Land            | Competitie      | Competitie | Competitie | Beker | Beker | Supercup | Supercup | Europees | Europees | Totaal | Totaal |
| Seizoen         | Club            | Land            | Competitie      | Wed.       | Dlp.       | Wed.  | Dlp.  | Wed.     | Dlp.     | Wed.     | Dlp.     | Wed.   | Dlp.   |
| --------------- | --------------- | --------------- | --------------- | ---------- | ---------- | ----- | ----- | -------- | -------- | -------- | -------- | ------ | ------ |
| 2023/24         | Jong Genk       | Vlag van België | Eerste klasse B | 20         | 6          | —     | —     | —        | —        | —        | —        | 20     | 6      |
| 2023/24         | KRC Genk        | Vlag van België | Eerste klasse A | 4          | 0          | 0     | 0     | —        | —        | 0        | 0        | 4      | 0      |
| 2024/25         | KRC Genk        | Vlag van België | Eerste klasse A | 26         | 3          | 5     | 0     | —        | —        | —        | —        | 31     | 3      |
| Carrière totaal | Carrière totaal | Carrière totaal | Carrière totaal | 50         | 9          | 5     | 0     | 0        | 0        | 0        | 0        | 55     | 9      |

Bijgewerkt op 4 april 2025.
1 Van Crombrugge ·
2 Pierre ·
3 Mujaid ·
6 Smets ·
7 Bonsu Baah ·
8 Heynen  ·
9 Oh ·
11 Oyen ·
14 Sor ·
15 Claes ·
17 Hrošovský ·
18 Kayembe ·
19 Medina ·
20 Karetsas ·
21 Bangoura ·
22 Manguelle ·
23 Steuckers ·
24 Sattlberger ·
27 Nkuba ·
32 Adedeji-Sternberg ·
34 Palacios ·
39 Penders ·
44 Kongolo ·
51 Brughmans ·
77 El Ouahdi ·
99 Tolu ·
Coach: Fink